# Мимант
Мимант (Мимас, др.-греч. Μίμας) — один из ста пятидесяти змееногих гигантов. Сын Урана и Геи, брат гекатонхейров, циклопов и титанов.
Принимал участие в гигантомахии. По одной из версий, был поражён молнией Зевса. По другому рассказу, Гефест убил его, метая раскаленные камни.
Также существуют версии, что он был убит кем-то из трёх: либо Аресом, который снял с него доспехи, либо Посейдоном, либо Гераклом. 
От него произошли змеи на Лемносе. Похоронен под островом Прохита у Сицилии.

В честь гиганта назван спутник Сатурна — Мимас.